# Estado de Bikaner
Bikaner fue un estado de la Rajputana, India, al norte de la agencia con una superficie de 60 375 km², el segundo más grande de los estados rajputs. Tenía un agente del gobernador general y formaba por sí sola la agencia de Bikaner. La capital era Bikaner (ciudad).

## Geografía
Limitaba al norte y oeste con el estado de Bahawalpur, al suroeste con Jaisalmer, al sur con Marwar, al sudeste con Jaipur (distrito de Shakhawati), al este con Loharu e Izar, y al nordeste con Ferozepore. La parte sur y oriental del estado estaba formada por la plana arenosa de Bagar y al noroeste se encuentra el Gran Desierto Indio, siendo la parte fértil el nordeste. La mayor altura está a 183 metros cerca de Gopalpura.
El país es seco y desolado excepto en tiempo de lluvia que verdea. Los dos únicos ríos son el Ghaggar al nordeste (seco excepto en temporada de lluvias) y el Katli al este, el río de Jaipur, que entra unos kilómetros en territorio de Bikaner. Hay dos lagos salados: Chhapar (al sur, cerca de Sujangarh) y Lunkaransar (a 82 km al norte de la capital); de los lagos artificiales lo más notable es el de Gajner a 30 km al suroeste de la capital con el palacio del maharaja. La temperatura media es de 27 grados en verano pero en invierno llega a bajar hasta 5 grados bajo cero. La pluviometría mediana es de unos 200 cm³, dos tercios de los cuales en julio y agosto.

## Población y religión
La población en 1901 era de 584 627 personas. En 1931 la población era de 936 218 personas.
En 1901 la mayoría (cerca de 500 000 habitantes) era hindú de religión; 66 000 eran musulmanes y 23 000 jains. En el existía la secta de los alakhgirs fundada en 1830 por Lalgir, miembro del alta casta de los chamars; su nombre deriva de "el incomprensible" (alakh) al que apelaban (su única palabra en el culto era repetir continuamente Alakh); practicaban la caridad y negaban la idolatría; alentaban el ascetismo; la recompensa era la pureza, la contemplación y la serenidad, puesto que no  había más allá y todo se acababa con la muerte cuando el cuerpo se descomponía y volvía a la tierra; los alakhgirs se consideraban una rama de los jains; traían ropas rojas como los dadupanthis. 
En la división por castas, la principal era la de los jats con 133 000 miembros (22%) y seguían los bramans (11%) chamars o balais (10%), mahajans (10%), y rajputs (9%) la mayoría del clan rathor. La única casta exclusiva de la sido era la de los raths (17 700) que quiere decir "crueles".
La lengua principal era el marwari, una de las cuatro divisiones del rajasthaní.

## Moneda y sellos
El soldado de Delhi le concedió su propia moneda de plata y cobre al maharaja de Bikaner en mitad del siglo XVIII. El 16 de febrero de 1893, un acuerdo con los británicos puso fin al derecho de emisión de moneda.
Sellos emitidos en Bikaner constan entre 1904 y 1950.